# Rhipidomys ochrogaster
Rhipidomys ochrogaster är en däggdjursart som beskrevs av J. A. Allen 1901. Rhipidomys ochrogaster ingår i släktet sydamerikanska klätterråttor och familjen hamsterartade gnagare. IUCN kategoriserar arten globalt som otillräckligt studerad. Inga underarter finns listade i Catalogue of Life.
Arten förekommer i sydöstra Peru. Den lever i Andernas låga delar ungefär vid 1850 meter över havet. Habitatet utgörs av molnskogar med buskar och klätterväxter som undervegetation.
Rhipidomys ochrogaster har orangebrun päls på ovansidan och blek orange päls på undersidan. Håren på bröstet är grå nära roten och hakan är täckt av vit päls. Huvudet kännetecknas av små mörka öron och av en smal mörk ring kring varje öga. Arten saknar en mörk längsgående linje på ryggen och har inte heller ljusa fläckar bakom öronen. Gränsen mellan den mörka ovansidan och den ljusa undersidan är ganska tydlig. Vid den mörkbruna svansens spets förekommer en tofs av längre hår. Två exemplar hade en kroppslängd (huvud och bål) av cirka 15,3 cm, en svanslängd av ungefär 20 cm, cirka 3,5 cm långa bakfötter och ungefär 2 cm stora öron. En av dessa individer vägde 129 g.
I magsäcken av undersökta individer hittades rester av frön och myror.